# Myrianthus
Myrianthus es un género botánico con 13 especies de plantas de flores perteneciente a la familia Urticaceae.

## Especies seleccionadas
- Myrianthus arboreus
- Myrianthus cuneifolius
- Myrianthus elegans
- Myrianthus gracilis
- Myrianthus holstii